# نانسي هابارد
نانسي هابارد (بالإنجليزية: Nancy Hubbard)‏ هي مؤلفة وبروفيسورة وكاتِبة أمريكية، ولدت في 1963 في شيكاغو في الولايات المتحدة.

## وصلات خارجية
- الموقع الرسمي